# Токомбаев, Улан Алыевич
Токомбаев, Улан Алыевич (10 февраля 1941, с. Куренкеево, Кеминский район, Киргизская ССР  — 2002 год) — советский и киргизский прозаик, поэт, член Союза писателей и Союза кинематографистов СССР.

## Биография
Родился в 1941 году в селе Куренкеево.
В 1958 году окончил среднюю школу № 6 во Фрунзе.
Работать начал в 1958 году центровщиком на сельмашзаводе им. М. В. Фрунзе, в 1959 году перешёл на приборостроительный завод.
С 1967 года трудился в комитете Гостелерадио Киргизской ССР.
В 1967 году окончил сценарный факультет Всесоюзного Государственного института кинематографии. Работал редактором студии «Киргизтелефильм», ответственным секретарём журнала «Литературный Киргизстан», собственным корреспондентом «Литературной газеты» по Киргизской ССР, членом сценарно-редакционной коллегии студии «Киргизтелефильм», ведущим специалистом Госкино Киргизской ССР.
Дети: Нурсулуу Токомбаева, Андрей Токомбаев, Шербото Токомбаев Токомбаев,_Шербото#
Умер в 2002 году.

## Награды
Заслуженный деятель культуры Кыргызской Республики

## Творчество
Литературную деятельность начал в начале 70-х годов.

### Переводы
- Б. Карагулов. Память : поэма / Пер. с кирг. С. Токомбаевой, У. Токомбаева.. — Москва: «Правда», 1979. — 31 с.
- Б. Карагулов. Магелланы Вселенной : поэма / Пер. с кирг. С. Токомбаевой, У. Токомбаева.. — Москва: «Советский Писатель», 1987. — 84 с.